# ردلول (آلاباما)
ردلول (به انگلیسی: Red Level) یک شهر در ایالات متحده آمریکا است که در شهرستان کاوینگتون، آلاباما واقع شده‌است. ردلول ۴٫۹۹ کیلومتر مربع مساحت و ۴۸۷ نفر جمعیت دارد و ۱۰۸ متر بالاتر از سطح دریا قرار دارد.